# URSS Bajo el Árbol
URSS Bajo el Árbol es una banda mexicana de rock formada en el 2009 en la Ciudad de México. Actualmente, la banda está conformada por Mauricio Solo (vocalista), Exael Salcedo (guitarra) y Tulio Buendia (bajo).
Su éxito ha llevado a URSS Bajo el Árbol a recorrer varias ciudades en México y Estados Unidos como uno de los grupos más representativos en la escena del rock progresivo mexicano actual, teniendo su sonoridad a grupos del mismo género como Gallina Negra, Valhalus, Cabezas de Cera, The Seamus y Chac Mool, también es considerado como un grupo de culto, ya que no difunde su música a través de los medios de comunicación.

## Historia
URSS bajo el árbol es un proyecto musical originario de la Ciudad de México formado en el año 2009, fecha desde la cual han lanzado dos EP y un sencillo, los cuales los han llevado a tocar en los principales foros y festivales de rock en la república Mexicana, tal como el Vive Latino, así como en Estados Unidos, tal es el caso del festival SXSW.
Próximos a lanzar su primer LP y con un sonido único, la Banda se ha enfocado en crear momentos y emociones para su seguidores, donde la música en constante evolución, es el único lenguaje que los conecta. 
URSS Bajo el Árbol comenzó cuando Rogelio Gómez y Exael Salcedo demostraron en la escuela su pasión por la música experimental. Sus gustos compartidos les llevó a empezar a crear música juntos. Rogelio llegó originalmente de una banda de rock progresivo llamado "Los Impresionistas", mientras que Exael fue más o menos un recién llegado en las bandas de rock experimental del mundo.
El 10 de abril de 2010 la banda hizo su primer concierto en vivo con Adrián Terrazas González. El concierto tuvo lugar en México en el extinto bar "Tokyo Pop".
La música de URSS Bajo el Árbol es introspectiva, conceptual, con diversos sonidos y líricas que retan al convencionalismo musical. Su único fin es crear, evolucionar y hacer parte de su viaje a todo aquel que los escuche y que haga propias cada una de sus melodías. URSS Bajo el Árbol pertenece a la generación de bandas independientes mexicanas emergentes de la década del 2000, destacándose por su rápido crecimiento y posicionamiento en la escena del “indie” rock mexicano, con una propuesta innovadora, atrevida y vanguardista; URSS Bajo el Árbol se mantiene en constante crecimiento convirtiéndose en una propuesta de interés en el rock de habla hispana.
En 2011, de manera independiente, lanzaron su primer EP “Líneas Mentales” en vinilo de 12”, bajo la producción de Jorge Aja, con la colaboración de Adrián Terrazas (The Mars Volta/El Régimen) en uno de los temas. De este EP se desprendió el sencillo “Contra Sí Mismo”, canción que fue programada en las principales radios del país y algunas estaciones de Latinoamérica, y que formó parte de las listas de mejores canciones del 2011 en estaciones de radio del país como Ibero 90.9 y Reactor 105. Otro de los sencillos destacados de este EP fue “Hombre Esqueleto” posicionándose en la programación de diversas estaciones de radio.
Debido al crecimiento repentino de la banda, tras tocar en distintos puntos del país y los principales venues de la ciudad, así como varios eventos y festivales, en 2012 la banda participa en su primer Vive Latino. Después de haber logrado todo esto con solo un EP, la banda decide lanzar un nuevo tema titulado “Las aves sin alas” previo a su presentación en el Vive Latino. El sencillo se convirtió en un himno debido al tiempo y situación que vivía el país y la juventud, tema que también fue programado y destacado en las principales emisoras radiofónicas alternativas del país y algunas de Latinoamérica.
En junio de 2013, URSS Bajo el Árbol lanzó su primer LP titulado “7” bajo el sello de discos Intolerancia "Discos Intolerancia" de manera exitosa en La Casa del Lago (UNAM) del cual se desprenden los sencillos “Los hilos de Dios” y “El predicador” mostrando una evolución y madurez musical. Tras un segundo y exitoso Vive Latino, la banda celebró un año de su más reciente álbum en un show exclusivo para sus escuchas en el Museo Franz Mayer.
URSS Bajo el Árbol se encuentra actualmente en una gira por toda la república y promocionando su más reciente LP el cual se encuentra a la venta en tiendas, en iTunes, Google Play, Spotify, Dezzer, entre otros.
La banda ha logrado grandes momentos por medio de sus canciones como "Las aves sin alas", "Turista", "Contra Sí Mismo", "Los Hilos de Dios", canciones que han sonado en las principales estaciones de radio alternativo del país y algunas otras partes del mundo.  
El 11 de diciembre de 2014, URSS Bajo el Árbol celebró su 5.º Aniversario en el Espacio X del Centro Cultural de España en la Ciudad de México con una de las mayores presentaciones de toda su carrera y trayectoria musical como grupo.
El 23 de febrero de 2015 en la página de Facebook del grupo se dio el anuncio de que el integrante Cristóbal Martínez deja al grupo por causas ajenas. siendo así sustituido Christian Villanueva como baterista del grupo. 
El 31 de agosto de 2015 el sitio web y revista Mute de Argentina eligió a URSS Bajo el Árbol como el 11 grupo musical en la lista de Las 100 Mejores Bandas Nuevas o Actuales de México.
Después de 4 años de ausencia acerca de un nuevo material discográfico, URSS Bajo el Árbol recientemente el 18 de abril de 2017, presentó en el Foro Indie Rocks! su segundo material discográfico titulado "Multiversio".

### Significado del nombre
El nombre del grupo está compuesto por "URSS", palabra que hace referencia a la Unión Soviética, como una analogía a los diversos gustos musicales de cada uno de los integrantes del grupo; "Bajo el Árbol" hace referencia a empezar algo desde las raíces y hacerlo crecer, llevándolo al pensamiento filosófico de cada uno de los miembros del grupo.

### Colaboraciones, presentaciones en vivo y presentaciones con otros artistas
URSS bajo el árbol ha compartido escenario con bandas cómo Austin TV, Porter, Blonde Redhead, Modest Mouse, Peter Murphy, Arcade Fire, Cut Copy, Radaid, Lost Acapulco, Camilo Séptimo, TV on the Radio, Zoé, Hello Seahorse!, Descartes a Kant, Todd Clouser, Alex Otaola, entre otros y ha participado en festivales como la FILIJ, Rock X La Vida, Vive Latino, 72810, Día de Campo Albino, El Regreso del Coco, Festival Marvin, SXSW, entre otros.
Han colaborado en estudio con Adrián Terrazas-González saxofonista del grupo estadounidense de rock progresivo: The Mars Volta en "LIN3AS M3NTAL3S" EP del 2010, con Chavo de Austin TV en vivo y Alejandro Otaola de Santa Sabina, Cuca y San Pascualito Rey.

### Influencias
Las influencias del grupo destacan de directores de cine, pintores, escritores, poetas y artistas musicales como: Alejandro Jodorowsky, John Surman, Jaime Sabines, Carlos Castaneda, Federico Fellini, David Bowie, Nick Drake, Syd Barrett, Elliott Smith, Björk, Ivonne García, Charles Bukowski, William Burroughs, David Lynch, Remedios Varo, Simon Boswell, Chavela Vargas, Fania All Stars, Can, Salvador Dalí, Talin Lusikyan, entre otros.

## Integrantes

### Formación actual
- Mauricio Solo - vocalista (2015 - actualmente)
- Exael Salcedo - guitarra, efectos de sonido (2009 - actualmente)
- Tulio Buendia - bajo (2018 - actualmente)
- Christian Villanueva - batería (2015 - actualmente)

### Exintegrantes
- Alfredo Larrosa - bajo (2011 - 2014)
- Gustavo Aduna - bajo (2009 - 2010)
- Cristóbal Martínez - batería, percusión (2009 - 2015)
- Samuel Cervantes - vocalista (2009 - 2015)
- Javier Jara - bajo (2014 - 2018)
- Rogelio Gómez - guitarra eléctrica, efectos de ruido (2009 - 2022)
- Jonathan Arellano - saxofón, clarinete, teclados (2009 - 2022)

## Discografía

### Álbumes de estudio
- 2013: "7" (Discos Intolerancia)
- 2017: "Multiversio"[2] (URSS Bajo el Árbol)
- 2023: "Ciclo" (URSS Bajo el Árbol)

### EP
- 2010: "LIN3AS M3NTAL3S"

### Recopilaciones
- 2011: "Xilófono Lisérgico"

### Sencillos
De 7 (2013)
- "Las Aves Sin Alas"
- "Los Hilos de Dios"

Sencillos por separado o promocionales
- "Contra Sí Mismo" (2010)
- "Hombre Esqueleto" (2011)
- "Turista" (2015)

## Galería
|                                                        |
| Mauricio Solo, vocalista actual de URSS Bajo el árbol. |

|                                                        |
| Christian Villanueva, baterista de URSS Bajo el árbol. |